# Michael Loss
Michael Loss (* 1954) ist ein Mathematiker und mathematischer Physiker.
Loss studierte an der ETH Zürich, wo er 1982 bei Walter Hunziker (und Israel Michael Sigal) promoviert wurde (The Three Body Problem with Threshold Singularities). Er ist Professor am Georgia Institute of Technology.
Er arbeitete insbesondere über Stabilität der Materie, wobei er mit einem der Pioniere auf diesem Gebiet Elliott Lieb zusammenarbeitete sowie mit Jan Solovej, Heinz Siedentop, Maria J. Esteban und Jürg Fröhlich. Mit Lieb schrieb er auch ein Analysis-Lehrbuch.
Er ist auswärtiges korrespondierendes Mitglied der Chilenischen Akademie der Wissenschaften. 2012 wurde er Fellow der American Mathematical Society. 2022 war er eingeladener Sprecher auf dem Internationalen Mathematikerkongress (The Kac model: variations on a theme).

## Schriften
- mit Elliott H. Lieb: Analysis (= Graduate Studies in Mathematics. Bd. 14). American Mathematical Society, Providence RI 1997, ISBN 0-8218-0632-7.
- Stability of matter interacting with fields. In: Notices of the American Mathematical Society. Bd. 44, Nr. 10, November 1997, ISSN 0002-9920, S. 1288–1293.